# Xavier Espot Zamora
Xavier Espot Zamora (Escaldes-Engordany, 30 d'octubre de 1979) és un polític andorrà, i és l'actual cap de Govern del Principat d'Andorra.

## Biografia
Xavier Espot Zamora nasqué el 30 d'octubre de 1979 a Escaldes-Engordany.
Fill del ministre socialdemòcrata Xavier Espot Miró i l'empresària Melània Zamora, i net de Júlia Bonet Fité, presidenta i fundadora de Perfumeria Júlia. Realitzà els estudis superiors a Barcelona, i es llicencià en Dret a la facultat d'ESADE, a la Universitat Ramon Llull. Realitzà també el màster en Dret a la mateixa facultat, tot encetant alhora la llicenciatura en Humanitats també a la Universitat Ramon Llull.
Entre el setembre del 2004 i el juny del 2008 va ser secretari judicial de la Batllia d'Andorra i entre el juliol i el desembre del 2008, va ser secretari judicial del Tribunal Superior de Justícia d'Andorra. El 2009, va treballar com a batlle en pràctiques, al Tribunal de Grande Instance de Tolosa (França) i als Jutjats de Primera Instància de Barcelona. Abans d'incorporar-se al Govern exercí com a batlle andorrà adscrit a la secció civil número 2, a la secció de menors número 2 i a l'antiga secció d'instrucció número 5.
L'any 2011 entrà al Govern d'Andorra, presidit per Antoni Martí Petit en qualitat de Secretari d'Estat de Justícia i Interior, sota el mandat ministerial de Marc Vila Amigó. L'any 2012 esdevé Ministre de Justícia i Interior del Principat d'Andorra, afegint-hi posteriorment, el gener de 2016, la cartera d'Afers Socials, succeint Rosa Ferrer al capdavant del Ministeri.
El 15 de maig del 2019 fou escollit Cap de Govern, enfront del candidat Socialdemòcrata Pere López Agràs, gràcies als volts dels onze consellers de Demòcrates per Andorra, els quatre de Liberals d'Andorra i els dos de Ciutadans Compromesos. El 16 de maig de 2019 és proclamat Cap de Govern pel Consell General. Després de les eleccions generals de 2023, fou investit de nou cap de govern el 15 de maig de 2023.
El dia 11 de setembre del 2023, Xavier Espot es declara públicament homosexual a una entrevista a la ràdio pública andorrana, cosa que el converteix en el primer Cap de Govern del Principat d'Andorra obertament homosexual.

## Carrera política
- 2019 - present: Cap de Govern del Principat d'Andorra.
- 2012 - 2019: Ministre de Justícia i Interior del Govern d'Andorra.
- 2011 - 2012: Secretari d'Estat de Justícia i Interior, del Govern d'Andorra.[8]

## Distincions honorífiques

### Condecoracions
- Gran Creu de l'Orde de Carlemany, Principat d'Andorra (2024), en tant que President del Consell de l'Orde de Carlemany.

- Gran Creu de l'Orde de Santa Àgata, República de San Marino

### Premis
- Premi Insignes Alumni del Club de Dret Esade Alumni, ESADE (2019)[9]